# Eneilles
Eneilles of Enneilles is een voormalige gemeente in de Belgische provincie Luxemburg. Eneilles bestaat de plaatsjes Petite-Enneille en Grande-Enneille en ligt in Grandhan, een deelgemeente van Durbuy. De plaatsen liggen ten westen van de Ourthe.

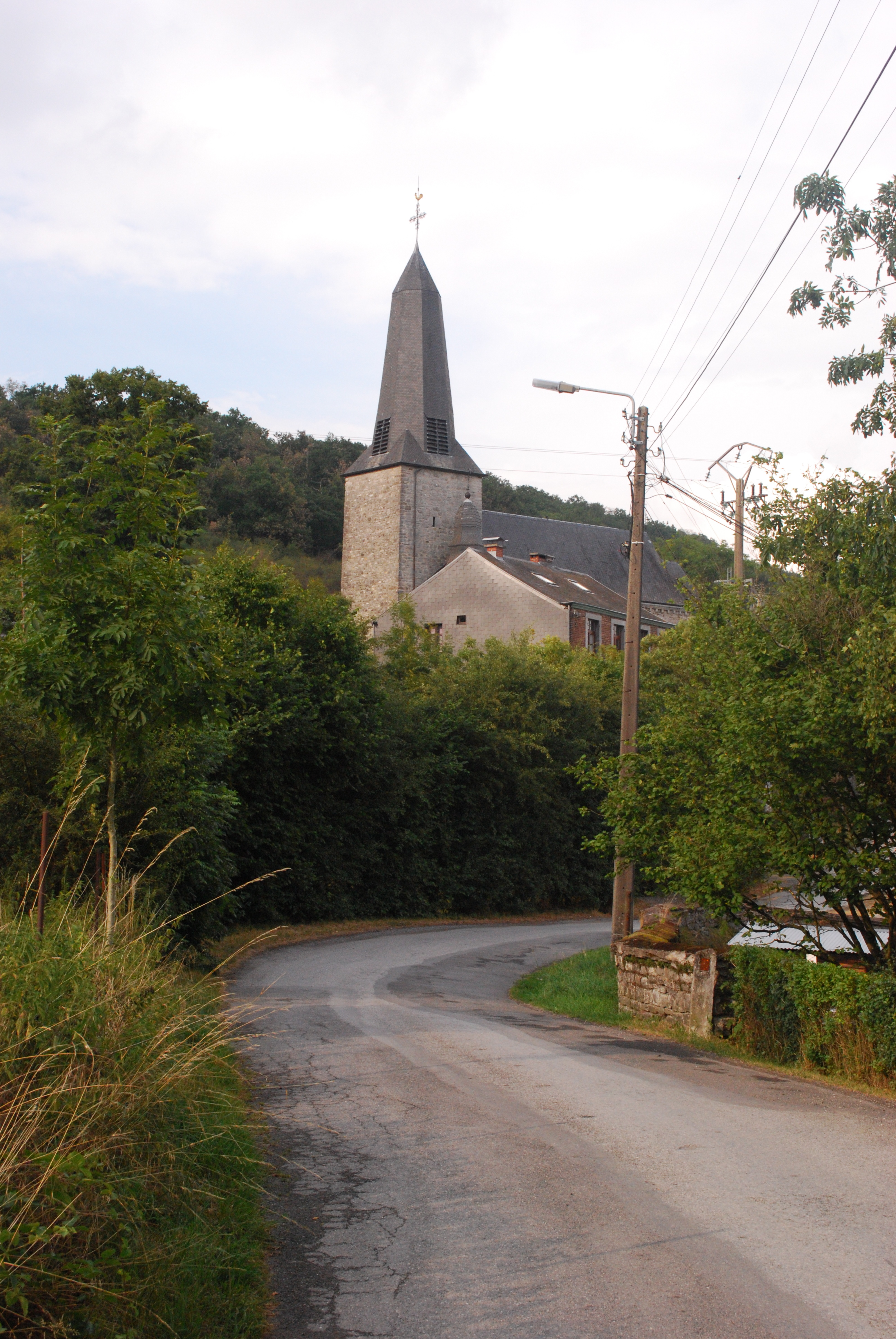
Église Sainte-Marguerite in Grande-Enneille

## Geschiedenis
Op de Ferrariskaart uit de jaren 1770 staat het dorp Eneilles Grand, met een kilometer oostwaarts het gehuchtje Eneilles Petit.
Op het eind van het ancien régime werd Eneilles een gemeente, maar deze werd in 1823 al opgeheven en bij Petite-Somme gevoegd. In 1826 werd Eneilles een deel van de gemeente Grandhan.

## Bezienswaardigheden
- de Église Sainte-Marguerite in Grande-Eneille